# 西南菊头蝠
西南菊头蝠（学名：Rhinolophus xinanzhongguoensis）也称楔鞍菊头蝠，一种分布于中国西南地区的蝙蝠，隶属于菊头蝠科菊头蝠属。模式产地为云南省永德县。

## 形态特征
西南菊头蝠属于一种大型菊头蝠，前臂长58～61毫米。背部呈暗棕色，背毛毛基3/4长度为浅棕色，毛尖1/4长度为中棕色，腹部为浅棕色。翼膜深棕色。